# Orel (district de Chrudim)
Pour les articles homonymes, voir Orel (homonymie).
Orel (en allemand : Worel) est une commune du district de Chrudim, dans la région de Pardubice, en République tchèque. Sa population s'élevait à 789 habitants en 2022.

## Géographie
Orel se trouve à 5 km au sud-est du centre de Chrudim, à 14 km au sud-sud-est de Pardubice et à 102 km à l'est-sud-est de Prague.
La commune est limitée par Chrudim et Kočí au nord, par Honbice, Zaječice et Bítovany à l'est, par Lukavice au sud et par Slatiňany à l'ouest.

## Histoire
La première mention écrite de la localité date de 1360.

## Galerie

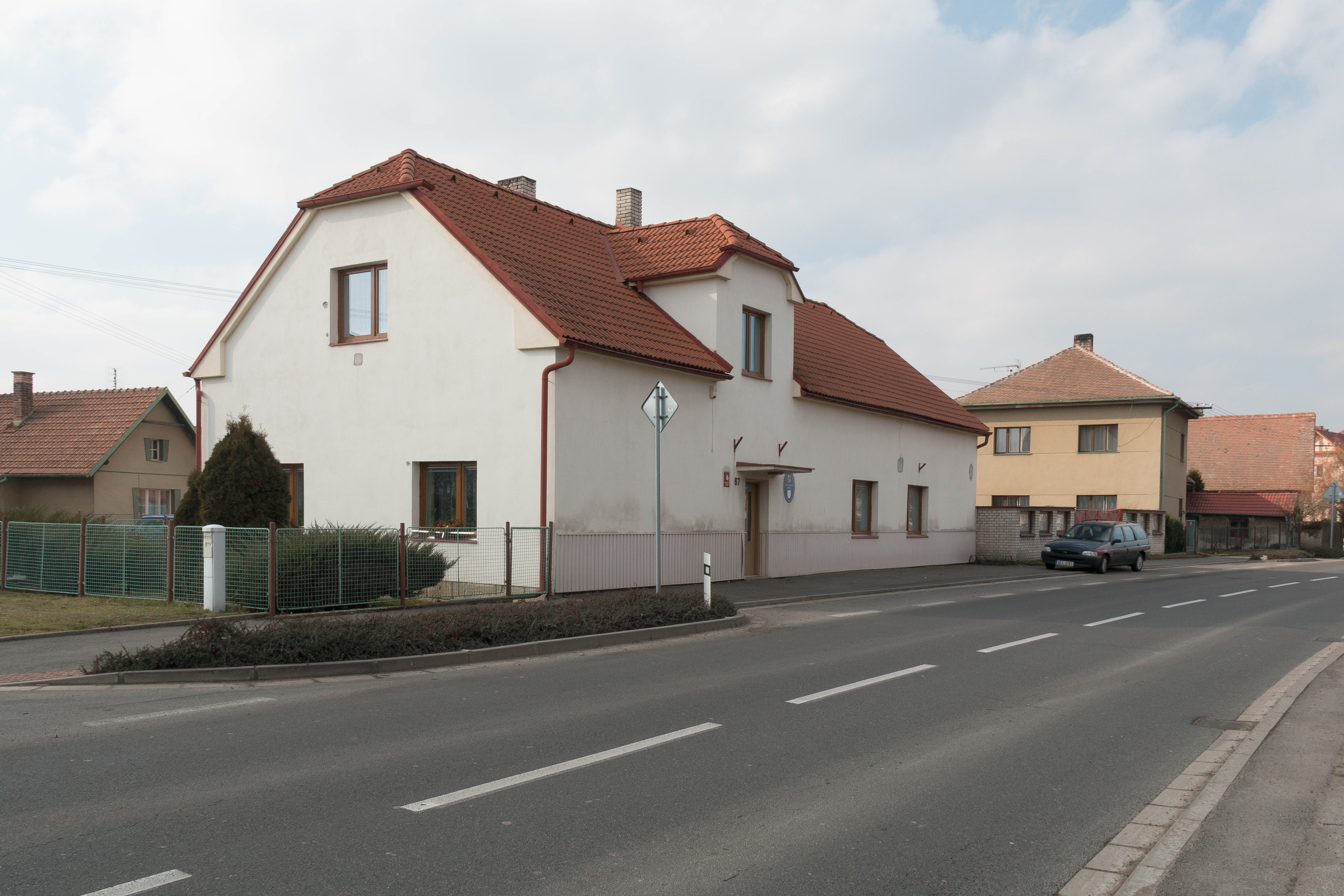
Orel : la mairie.
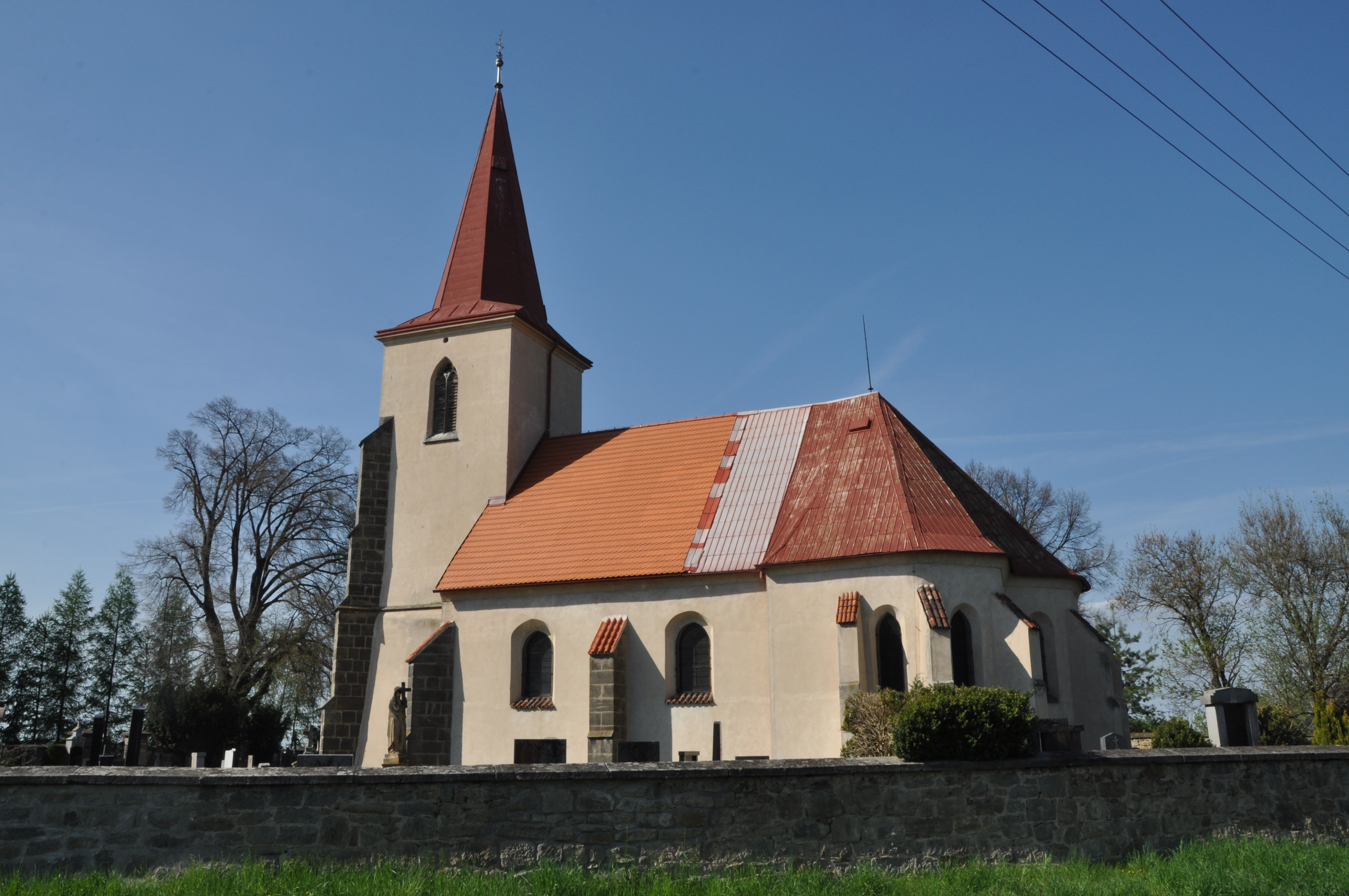
Église Saint-Georges à Tři-Bubny.

## Transports
Par la route, Orel se trouve à 5 km de Chrudim, à 16 km de Pardubice et à 127 km de Prague. 